# サラムエア
サラムエア(アラビア語:طيران السلام)はオマーンのマスカット国際空港を拠点とする格安航空会社(LCC)。

## 概要
サラム・エアは、2016年1月に政府の入札を勝ち取ったマスカット国立開発投資会社（ASAAS）が運営を担う。
同社は、当初は南米のLATAM航空からリースしたエアバスA320-2003機で運航されていた。初号機は、オマーンの建国記念日と一致する2016年11月18日にマスカット国際空港に到着し、翌年2017年1月30日から国内線である、マスカット-サラーラ線の運航を開始した。また、同年2月28日には同社初の国際線であるマスカット-ドバイ線に就航した。当初はアール・マクトゥーム国際空港に就航していたが、2017年10月にドバイ国際空港に路線移管された。その後も着々と路線拡充を進め、2025年6月現在では中東、アジア、ヨーロッパの45以上の都市へ翼を伸ばしている。

## 就航都市
| 国・地域                 | 都市名                               | 空港名                                                   | 備考                           |
| ------------------------ | ------------------------------------ | -------------------------------------------------------- | ------------------------------ |
| オマーン                 | マスカット                           | マスカット国際空港                                       | ハブ空港                       |
| オマーン                 | サラーラ                             | サラーラ国際空港                                         |                                |
| オマーン                 | ドゥクム                             | ドゥクム国際空港                                         |                                |
| オマーン                 | ムハイジナ                           | ムハイジナ空港                                           |                                |
| オマーン                 | ソハール                             | ソハール空港                                             | 運休中                         |
| オマーン                 | マルムール                           | マルムール空港                                           |                                |
| オマーン                 | ファフド                             | ファフド空港                                             |                                |
| クウェート               | クウェートシティ                     | クウェート国際空港                                       |                                |
| アラブ首長国連邦         | ドバイ                               | ドバイ国際空港                                           |                                |
| アラブ首長国連邦         | アブダビ                             | ザイード国際空港                                         | 運休中                         |
| アラブ首長国連邦         | フジャイラ                           | フジャイラ国際空港                                       | 運休中                         |
| サウジアラビア           | リヤド                               | キング・ハーリド国際空港                                 |                                |
| サウジアラビア           | ジッダ                               | キング・アブドゥルアズィーズ国際空港                     |                                |
| サウジアラビア           | ダンマーム                           | キング・ファハド国際空港                                 |                                |
| サウジアラビア           | アブハー                             | アブハー国際空港                                         | 2025年10月28日より運航開始予定 |
| サウジアラビア           | メディナ                             | プリンス・モハンマド・ビン・アブドゥルアズィーズ国際空港 | 運休中                         |
| カタール                 | ドーハ                               | ハマド国際空港                                           |                                |
| イラク                   | バグダッド                           | バグダッド国際空港                                       |                                |
| イラク                   | ナジャフ                             | アン＝ナジャフ国際空港                                   | 運休中                         |
| イラン                   | テヘラン                             | エマーム・ホメイニー国際空港                             |                                |
| イラン                   | シーラーズ                           | シーラーズ国際空港                                       |                                |
| レバノン                 | ベイルート                           | ラフィク・ハリリ国際空港                                 | 2025年12月3日より運航再開予定  |
| トルコ                   | トラブゾン                           | トラブゾン空港                                           |                                |
| トルコ                   | イスタンブール                       | サビハ・ギョクチェン国際空港                             |                                |
| アルバニア               | ティラナ                             | ティラナ国際空港                                         | 運休中                         |
| ボスニア・ヘルツェゴビナ | サラエヴォ                           | サラエヴォ国際空港                                       |                                |
| インド                   |                                      |                                                          |                                |
| デリー                   | インディラ・ガンディー国際空港       |                                                          |                                |
| チェンナイ               | チェンナイ国際空港                   |                                                          |                                |
| ムンバイ                 | チャトラパティ・シヴァージー国際空港 |                                                          |                                |
| ベンガルール             | ケンペゴウダ国際空港                 |                                                          |                                |
| ハイデラバード           | ハイデラバード空港                   |                                                          |                                |
| コーリコード             | カリカット国際空港                   |                                                          |                                |
| ジャイプル               | ジャイプル国際空港                   |                                                          |                                |
| ラクナウ                 | チャウダリー・チャラン・シン国際空港 |                                                          |                                |
| ティルヴァナンタプラム   | トリヴァンドラム国際空港             |                                                          |                                |
| パキスタン               |                                      |                                                          |                                |
| ムルターン               | ムルターン国際空港                   |                                                          |                                |
| イスラマバード           | イスラマバード国際空港               |                                                          |                                |
| カラチ                   | ジンナー国際空港                     |                                                          |                                |
| ラホール                 | アッラーマ・イクバール国際空港       |                                                          |                                |
| ペシャワール             | バシャ・カーン国際空港               |                                                          |                                |
| シアールコート           | シアールコート国際空港               |                                                          |                                |
| バングラデシュ           | ダッカ                               | ハズラット・シャージャラール国際空港                     |                                |
| バングラデシュ           | チッタゴン                           | シャーアマーナト国際空港                                 |                                |
| スリランカ               | コロンボ                             | バンダラナイケ国際空港                                   |                                |
| タイ                     | バンコク                             | スワンナプーム空港                                       |                                |
| タイ                     | プーケット                           | プーケット国際空港                                       |                                |
| インドネシア             | メダン                               | クアラナム国際空港                                       | 2025年10月28日より運航開始予定 |
| カザフスタン             | アルマトイ                           | アルマトイ国際空港                                       |                                |
| アゼルバイジャン         | バクー                               | ヘイダル・アリエフ国際空港                               | 季節運航                       |
| エジプト                 | ギザ                                 | スフィンクス国際空港                                     |                                |
| ケニア                   | ナイロビ                             | ジョモ・ケニヤッタ国際空港                               |                                |

## 機材
| 機材            | 保有数 | 発注数 | 座席数 | 備考 |
| --------------- | ------ | ------ | ------ | ---- |
| エアバスA320neo | 6      | ―      | 180    |      |
| エアバスA321neo | 7      | ―      | 212    |      |